# Gemeentebelangen Staphorst
Gemeentebelangen Staphorst (afgekort GB) is een plaatselijke Nederlandse politieke partij in de Overijsselse gemeente Staphorst, die in 1927 is opgericht.
Tot begin 2010 heette Gemeentebelangen Staphorst alleen maar Gemeentebelangen en trok een aantal raadsperioden op met de VVD. Bij de gemeenteraadsverkiezingen van 2010 deed de partij alleen mee (de VVD deed niet mee).

## Raadszetels
Zetels en percentages in de gemeenteraad vanaf 1994:
| Gemeenteraadsverkiezingen | Gemeenteraadsverkiezingen | Gemeenteraadsverkiezingen | Gemeenteraadsverkiezingen | Gemeenteraadsverkiezingen | Gemeenteraadsverkiezingen | Gemeenteraadsverkiezingen | Gemeenteraadsverkiezingen |
|                           | 1994                      | 1998                      | 2002                      | 2006                      | 2010                      | 2014                      | 2018                      |
| ------------------------- | ------------------------- | ------------------------- | ------------------------- | ------------------------- | ------------------------- | ------------------------- | ------------------------- |
| Percentages               | 13,3                      | 15,0                      | 13,7                      | 13,7                      | 16,5                      | 10,1                      | 9,1                       |
| Zetels                    | 2                         | 3                         | 2                         | 2                         | 3                         | 1                         | 2                         |
| Zetels hele raad          | 15                        | 17                        | 17                        | 17                        | 17                        | 17                        | 17                        |